# Miguel Hernández
Miguel Hernández Gilabert (Orihuela, 30 de octubre de 1910-Alicante, 28 de marzo de 1942) fue un poeta y dramaturgo de especial relevancia en la literatura española del siglo XX. Aunque tradicionalmente se le ha encuadrado en la generación del 36, Miguel Hernández mantuvo una mayor proximidad con la generación anterior hasta el punto de ser considerado por Dámaso Alonso como «genial epígono» de la generación del 27. Actualmente —y tras las interesantes aportaciones de A. Sánchez Vidal— se le asocia a la Escuela de Vallecas.

Recordar a Miguel Hernández es un deber de España, un deber de amor. Pocos poetas tan generosos y luminosos como el muchachón de Orihuela cuya estatua se levantará algún día entre los azahares de su dormida tierra. No tenía Miguel la luz cenital del Sur como los poetas rectilíneos de Andalucía sino una luz de tierra, de mañana pedregosa, luz espesa de panal despertando. Con esta materia dura como el oro, viva como la sangre, trazó su poesía duradera. ¡Y éste fue el hombre que aquel momento de España desterró a la sombra! ¡Nos toca ahora y siempre sacarlo de su cárcel mortal, iluminarlo con su valentía y su martirio, enseñarlo como ejemplo de corazón purísimo! ¡Darle la luz! ¡Dársela a golpes de recuerdo, a paletadas de claridad que lo revelen, arcángel de una gloria terrestre que cayó en la noche armado con la espada de la luz!
Pablo Neruda 

## Biografía

### Infancia y juventud
Miguel Hernández nació el 30 de octubre de 1910 en Orihuela. Era el tercer hijo de los cuatro que tuvieron Miguel Hernández Sánchez y Concepción Gilabert, y el segundo varón. Su familia se dedicaba a la cría de ganado caprino, lo que motivó que se trasladaran de la casa donde Miguel nació (calle San Juan, n.º 82) a una más grande y acorde con el negocio familiar (calle de Arriba, n.º 73), ubicada en las afueras y convertida en casa museo. Su padre aspiraba a ascender socialmente, logrando ser nombrado «alcalde de barrio»; su madre, por su parte, era una mujer enfermiza (padecía bronquitis crónica) y a menudo debía guardar cama.
Miguel fue pastor de cabras desde muy temprana edad. Fue escolarizado desde 1915 hasta 1916 en el centro de enseñanza «Nuestra Señora de Monserrat» y de 1918 a 1923 recibió educación primaria en las escuelas del Amor de Dios. En 1923 pasó a estudiar el bachillerato en el colegio de Santo Domingo de Orihuela, regentado por los jesuitas, que le proponen para una beca con la que continuar sus estudios, que su padre rechaza. En 1925 abandonó los estudios por orden paterna para dedicarse en exclusiva al pastoreo. Mientras cuidaba el rebaño, Hernández leía con avidez y escribía sus primeros poemas.
Por entonces, el canónigo Luis Almarcha Hernández inició una amistad con Hernández y puso a disposición del joven poeta libros de San Juan de la Cruz, Gabriel Miró, Paul Verlaine y Virgilio entre otros. Sus visitas a la biblioteca pública eran cada vez más frecuentes y empezó a formar un improvisado grupo literario junto a otros jóvenes de Orihuela en torno a la tahona de su amigo Carlos Fenoll. Los principales participantes en aquellas reuniones eran, además de Hernández y del propio Carlos Fenoll, su hermano Efrén Fenoll, Manuel Molina y José Marín Gutiérrez, futuro abogado y ensayista que posteriormente adoptaría el seudónimo de «Ramón Sijé» y a quien Hernández dedicó su célebre Elegía. Desde ese momento, Ramón Sijé se convirtió no solo en su amigo, sino también en su compañero de inquietudes literarias.
Los libros fueron su principal fuente de educación lírica, convirtiéndose en una persona totalmente autodidacta en este aspecto. Los grandes autores del Siglo de Oro: Miguel de Cervantes, Lope de Vega, Pedro Calderón de la Barca, Garcilaso de la Vega y, sobre todo, Luis de Góngora, oficiaron como sus principales maestros.
Su pasión creciente por la escritura le llevó a pensar en comprar una máquina de escribir y dejar de molestar así al vicario, que era quien le pasaba a limpio sus versos. Eladio Belda, administrador del semanario social y agrario El Pueblo de Orihuela, le aconsejó comprar una de segunda mano, portátil, de la marca Corona, cuyo precio era de 300 pesetas. Miguel Hernández estrenó su máquina de escribir el 20 de marzo de 1931. A partir de entonces, subirá cada mañana al monte, hasta la Cruz de la Muela, con el hatillo al hombro y la máquina de escribir para componer poemas hasta altas horas de la tarde.
El 25 de marzo de 1931, con tan solo veinte años, obtuvo el primer y único premio literario de su vida concedido por la Sociedad Artística del Orfeón Ilicitano con un poema de 138 versos llamado Canto a Valencia, bajo el lema Luz..., Pájaros..., Sol... El tema principal del poema era el paisaje y las gentes del litoral levantino, en el que destacaba el mar Mediterráneo, el río Segura y las ciudades de Valencia, Alicante y Murcia. Cuando Hernández recibió la notificación de la consecución del premio, se apresuró a viajar a la ciudad ilicitana creyendo que recibiría un premio económico, pero fue acreedor tan solo de una escribanía de plata.

### Primer viaje a Madrid
Debido a la reputación que logró gracias a las publicaciones en varias revistas y diarios, el 31 de diciembre de 1931 viajó a Madrid, buscando consolidarse en la escena, acompañado de unos pocos poemas y recomendaciones. Introducido por Francisco Martínez Corbalán, las revistas literarias La Gaceta Literaria y Estampa lo ayudaron a buscar empleo, pero el intento no fructificó y se vio obligado a volver a Orihuela el 15 de mayo de 1932. No obstante, dicho viaje tuvo gran importancia, al permitirle conocer de primera mano la obra de la generación del 27, así como la teoría necesaria para la composición de su obra Perito en lunas.
Según Carlos Rodríguez Eguía, Miguel Hernández vivió pobremente desde mediados de diciembre de 1931 hasta mediados de mayo de 1932, en el número 4 de la calle Francisco Navacerrada del barrio de La Guindalera, en la zona más próxima a la calle Cartagena. Allí se encontraba la Academia Morante, donde Miguel Hernández ocupó una habitación, gestionada por su amigo oriolano Alfredo Serna García, profesor de la Academia. A cambio de la habitación sin derecho a comida, el poeta ejercía tareas de conserje.

### Segundo viaje a Madrid

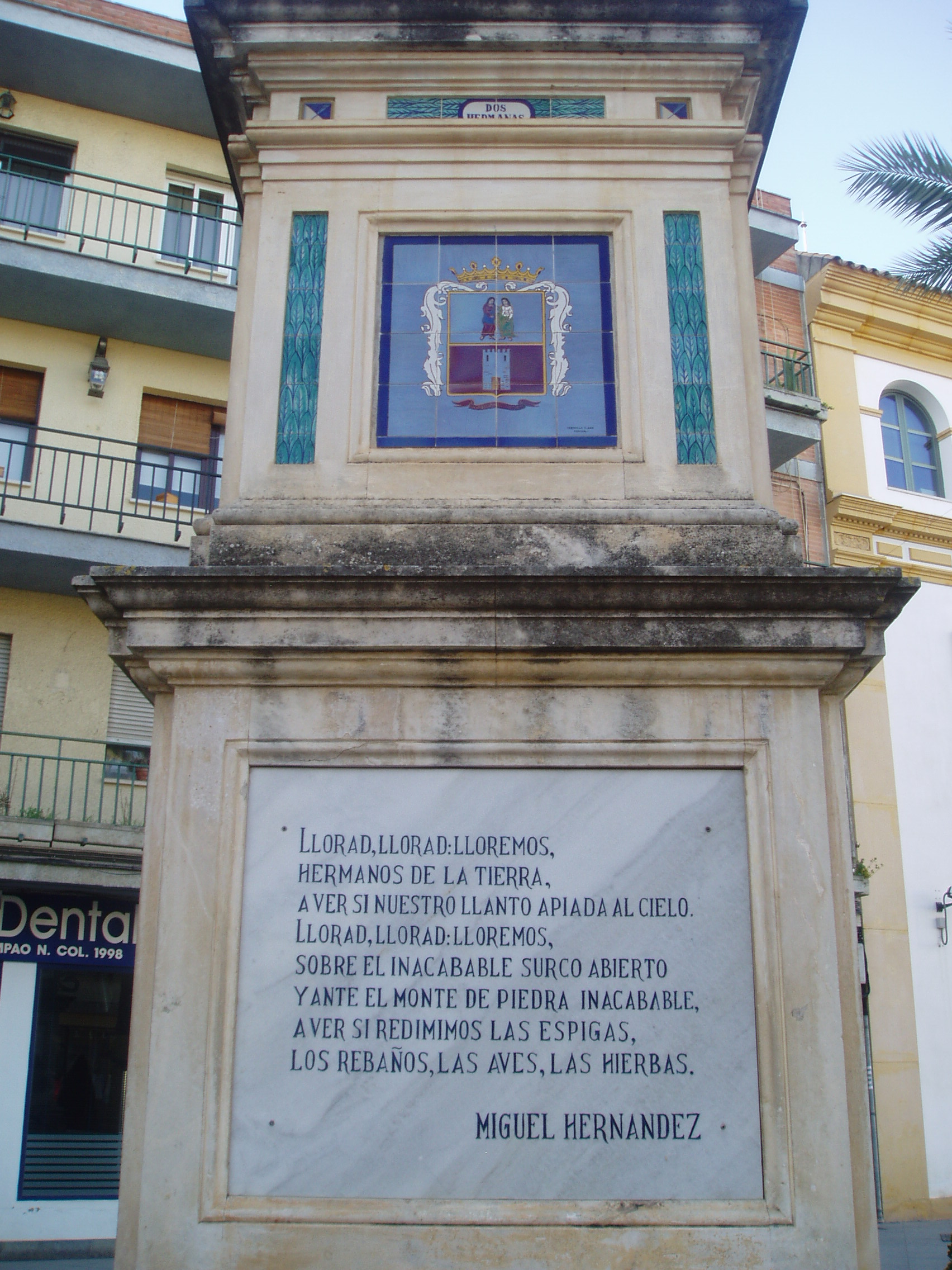
Monumento a la fraternidad, en el que destaca la inscripción de una sección de El silbo de la sequía, poema que compone la colección de los silbos de Miguel Hernández. En palabras de Ricardo Gullón: «El silbo de la sequía, otra forma de silencio, la de no otorgar la lluvia, lo que la tierra pide».

En 1933 se publicó Perito en Lunas, su primer libro. Hernández fue invitado a hacer lecturas de su obra en la Universidad Popular de Cartagena y en el Ateneo de Alicante el 29 de abril de 1933.
Tras aquel prometedor comienzo, marchó a Madrid por segunda vez para obtener trabajo, esa vez con mejor fortuna, pues logró ser nombrado colaborador en las Misiones Pedagógicas. Más tarde le escogió como secretario y redactor de la enciclopedia Los toros su director y principal redactor, José María de Cossío, que se convirtió en su protector y más ferviente sostenedor de su obra. Colaboró además con asiduidad en Revista de Occidente Miguel Hernández le dice a  Josefina Manresa el 12 de febrero de 1936 que le ha dedicado El rayo que no cesa y que todos los versos son de amor, pensando en ella menos uno dedicado por la muerte de su amigo. Se presentó a Vicente Aleixandre e hizo amistad con él y con Pablo Neruda; este fue el origen de su breve etapa dentro del surrealismo, con aliento torrencial e inspiración telúrica. Su poesía por entonces se hace más social y manifestó a las claras un compromiso político con los más pobres y desheredados. En diciembre de 1935 murió su fraternal amigo de toda la vida, Ramón Sijé, y Hernández le dedicó su extraordinaria Elegía, que provocó el difícil entusiasmo de Juan Ramón Jiménez en una crónica del diario El Sol.

### Guerra Civil

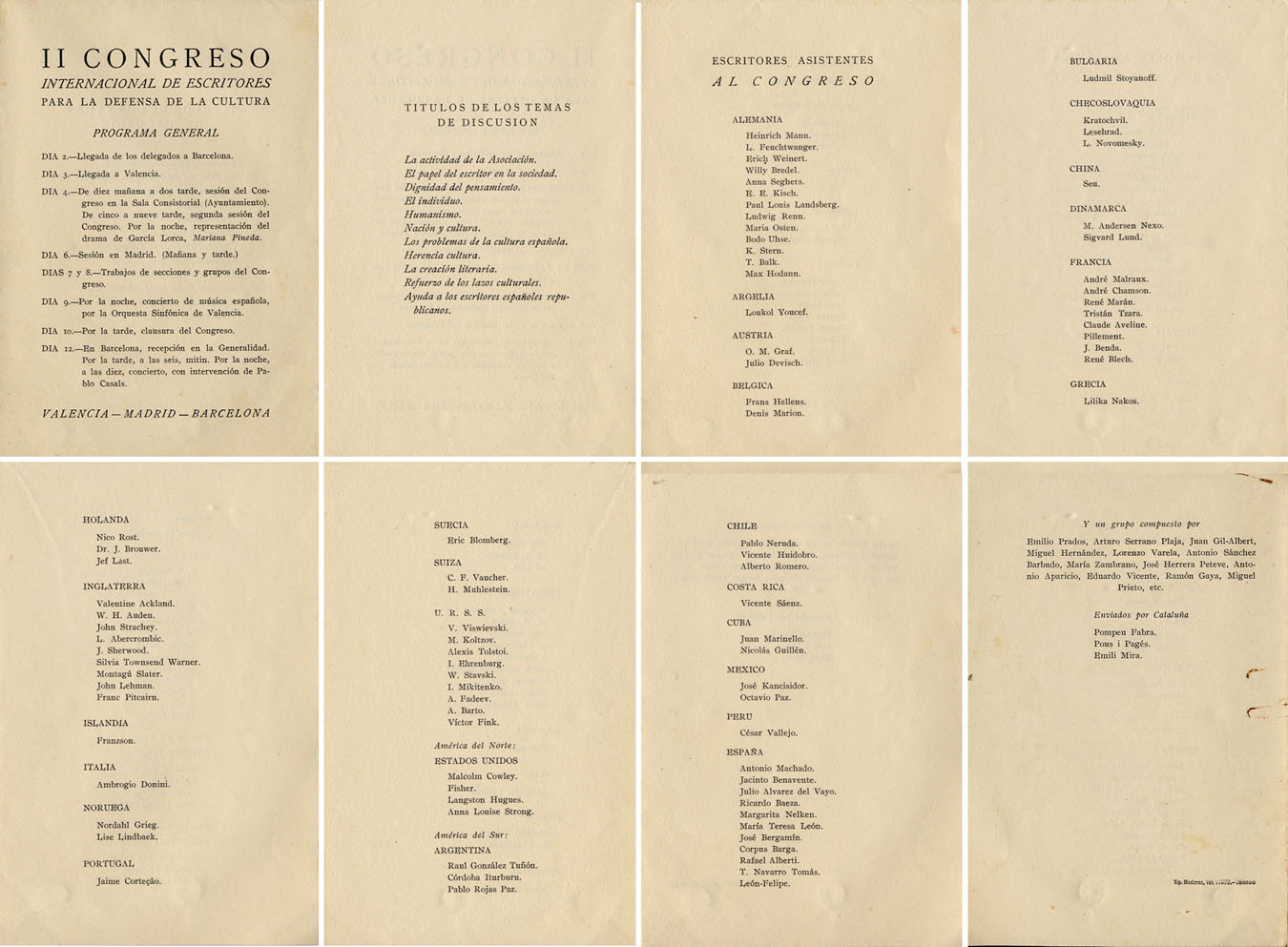
II Congreso internacional de escritores para la defensa de la cultura.

Al estallar la Guerra Civil, Miguel Hernández estaba en Orihuela. A su amigo José María de Cossío, con el que tenía tanto trato en Espasa-Calpe por la redacción conjunta de la enciclopedia Los Toros, le pide en carta del 25 de agosto que le gestione el poder cobrar la mitad de su sueldo mensual al ser asesinado el padre de su novia, Josefina Manresa, en Elda, por ser guardia civil. Es "enorme desgracia, por equivocación", y dejar a su mujer y a varios hijos, le afirma en esa carta. Hernández se alistó por entonces en el bando republicano. En el verano de 1936 también se afilió al Partido Comunista de España y desde comienzos de 1937 es comisario político militar. Hernández figuró en el 5.º Regimiento, ejerciendo en él de comisario político y pasó a otras unidades en los frentes de la batalla de Teruel, Andalucía y Extremadura. Su actividad de comisario político comunista en el Ejército le valdría la pena capital tras la guerra, luego conmutada. En plena guerra, logró escapar brevemente a Orihuela para casarse el 9 de marzo de 1937 con Josefina Manresa. A los pocos días tuvo que marchar al frente de Jaén. En el verano de 1937 asistió al II Congreso Internacional de Escritores para la Defensa de la Cultura celebrado en Madrid y Valencia, donde conoció al peruano César Vallejo. 

#### Viaje a la URSS
Viajó en 1937 en representación del gobierno de la república a la Unión de Repúblicas Socialistas Soviéticas, donde permaneció del 1 de septiembre al 5 de octubre, y donde escribió tres poemas: “España en ausencia”, “Rusia” y “La Fábrica-Ciudad”, escrito este último en Járkov y semejante a la obra de  Vladímir Mayakovski, el poeta leninista.  Regresó en octubre para escribir el drama Pastor de la muerte y numerosos poemas recogidos más tarde en su obra El hombre acecha. El 19 de diciembre de 1937 nació su primer hijo, Manuel Ramón, que murió a los pocos meses de nacer, el 19 de octubre de 1938, y a quien dedicó el poema Hijo de la luz y de la sombra y otros recogidos en el Cancionero y romancero de ausencias. El 4 de enero de 1939 nació su segundo hijo, Manuel Miguel, a quien dedicó las famosas Nanas de la cebolla. Escribió un nuevo libro: Viento del pueblo. Destinado a la 6.ª división, pasó a Madrid.

### Prisión y muerte
En abril de 1939, recién concluida la guerra, se había terminado de imprimir en Valencia El hombre acecha. Aún sin encuadernar, una comisión depuradora franquista presidida por el filólogo Joaquín de Entrambasaguas, ordenó la destrucción completa de la edición. Sin embargo, dos ejemplares que se salvaron permitieron reeditar el libro en 1981. 
Su gran amigo Cossío se ofreció a acoger al poeta en Tudanca, pero este decidió volver a Orihuela. Pero en Orihuela corría mucho riesgo, por lo que decidió irse a Sevilla pasando por Córdoba, con la intención de cruzar la frontera de Portugal por Rosal de la Frontera (Huelva). En Portugal, intentó vender un reloj de oro que le había regalado Vicente Alexaindre para costearse su viaje a América, pero fue delatado por el joyero a la policía de fronteras. La policía de Salazar, dictador portugués, lo arrestó en Moura el 30 de abril por cruzar sin autorización y lo entregó al Cuerpo de Investigación y Vigilancia, encargado de vigilar las fronteras.
Fue llevado a una celda del puesto de Rosal de la Frontera el 3 de mayo. El 9 de mayo fue trasladado a la prisión provincial de Huelva.
Cuando estaba en prisión, su mujer Josefina Manresa le envió una carta en la que mencionaba que solo tenían pan y cebolla para comer; el poeta compuso en respuesta las Nanas de la cebolla. Durante los nueve días que estuvo en la cárcel de Huelva fue sacado varias veces de ella por grupos de falangistas y «gente de orden» que lo golpearon brutalmente. Querían que confesara que él había matado a José Antonio Primo de Rivera, líder de Falange.
Desde la cárcel de Huelva lo trasladaron a Sevilla y posteriormente al penal de la calle Torrijos en Madrid (hoy calle del Conde de Peñalver), de donde, gracias a las gestiones que realizó Pablo Neruda ante un cardenal, salió en libertad inesperadamente, sin ser procesado, en septiembre de 1939, aunque asimismo influyeron las gestiones paralelas de Cossío. Estando preso en la prisión de la calle Torrijos le escribe una dramática tarjeta postal: «Querido primo José María: [...] tú puedes ayudarme a salir rápidamente y no debes dejar de hacerlo. No llevaba la documentación necesaria y me detuvieron en Portugal, y me condujeron aquí». Al recto de la postal, sobre la dirección de Cossío, consciente de la extrema gravedad personal de su situación, llega a poner incluso, de su mano: «¡Arriba España! ¡Viva Franco!» (reproducción fotográfica de la postal en Ignacio de Cossío, Cossío y los toros. [S.l.], Consejería de Cultura de Cantabria, 2008, entre pp. 232-233). 
Pero vuelto a Orihuela, fue delatado y detenido y ya en la prisión de la plaza del Conde de Toreno en Madrid, allí convivió con Buero Vallejo y este realizó el famoso retrato a lápiz del poeta, icono durante la Dictadura, fue juzgado y condenado a muerte en marzo de 1940 por un consejo de guerra presidido por el juez Manuel Martínez Gargallo y en el que actuó como secretario el alférez Antonio Luis Baena Tocón. José María de Cossío y otros intelectuales amigos, entre ellos Luis Almarcha Hernández, amigo de la juventud y vicario general de la diócesis de Orihuela (posteriormente obispo de León en 1944), intercedieron por él y se le conmutó la pena de muerte por la de treinta años de cárcel. También entonces influyó mucho la gestión del propio Cossío, que acude al secretario de la Junta Política de FET y de las JONS, Carlos Sentís, y a Rafael Sánchez Mazas, vicesecretario de la misma, pero que tenía relación con el general José Enrique Varela, ministro del Ejército, que en carta le contestó a Sánchez Mazas a mitad de 1940: "Tengo el gusto de participarle que la pena capital que pesaba sobre Don Miguel Hernández Gilabert, por quien se interesa, ha sido conmutada por la inmediata inferior, esperando que este acto de generosidad del Caudillo, obligará al agraciado a seguir una conducta que sea rectificación del pasado" (estos documentos se reproducen fotográficamente en Ignacio de Cossío, op. cit., entre pp. 232-233). 
Pasó luego por la prisión de Palencia (llegó el 23 de septiembre de 1940, tras un trayecto de dieciséis horas realizado en vagones de mercancías junto con otros 244 presos), donde decía que no podía llorar porque las lágrimas se congelaban por el frío; también por la cárcel de Yeserías, y en noviembre al penal de Ocaña (Toledo). En junio de 1941, fue trasladado al Reformatorio de Adultos de Alicante. Allí enfermó: padeció primero bronquitis y luego tifus, que se le complicó con tuberculosis. La intervención del pintor Miguel Abad Miró, amigo desde antes de la prisión, fue decisiva para recibir una atención médica especializada del director del Dispensario Antituberculoso de Alicante, Antonio Barbero Carnicero, quien pudo mejorar la situación del poeta con dos intervenciones, pero desgraciadamente el permiso de traslado al Hospital Antituberculoso «Porta Coeli» de la provincia de Valencia llegó demasiado tarde. En los últimos momentos y a su pesar, Miguel accedió a contraer matrimonio eclesiástico con Josefina en la enfermería de la prisión, con el fin de facilitar las cosas a su esposa dado que su anterior unión civil no tenía validez legal para el nuevo régimen franquista.
Falleció en la enfermería de la prisión alicantina a las 5:32 de la mañana del 28 de marzo de 1942, con tan solo treinta y un años de edad. Se cuenta que no pudieron cerrarle los ojos, hecho sobre el que su amigo Vicente Aleixandre compuso un poema. Abad Miró formó parte del reducido séquito fúnebre que, con la viuda, acompañó los restos mortales del poeta hasta el cementerio y corrió con los gastos del enterramiento. Fue enterrado el 30 de marzo, en el nicho número mil nueve del cementerio de Nuestra Señora del Remedio de Alicante.

### Póstumamente

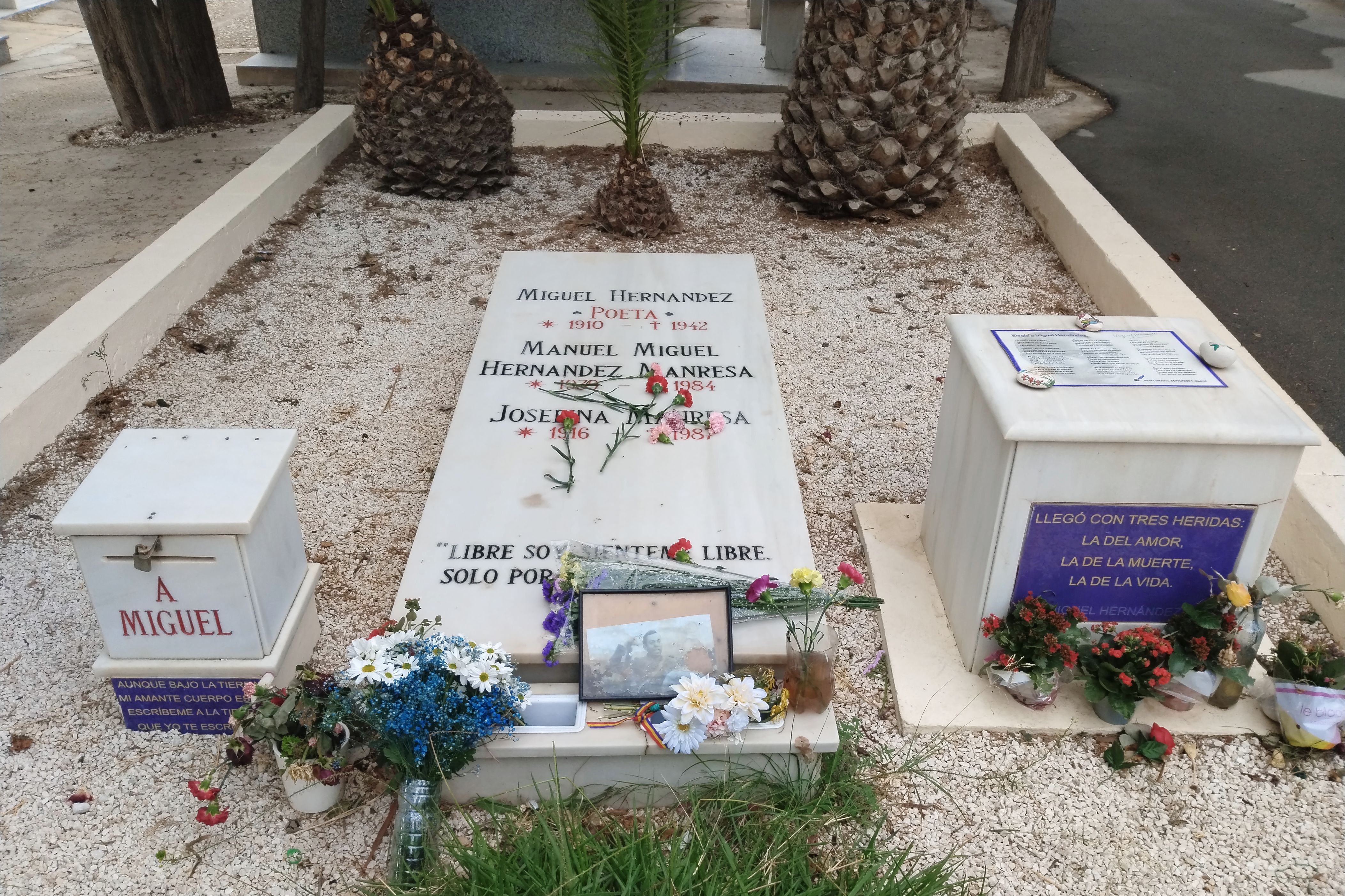
Tumba de Miguel Hernández en el cementerio de Alicante, España

Sus restos fueron exhumados en 1984 debido a la muerte de su hijo Manuel Miguel Hernández Manresa el mismo año. Aquella exhumación causó gran revuelo entre un grupo reducido de seguidores de Hernández, que se agolparon el día del entierro del hijo, llegando a besar su calavera o intentar robar un hueso. El ataúd fue preservado para exponerlo en la Casa-Museo de Miguel Hernández de Orihuela.
En diciembre de 1986, los restos de ambos fueron trasladados a un terreno cedido por el Ayuntamiento de Alicante ubicado en el mismo cementerio y en febrero de 1987 fue enterrada junto a ellos la que fuera esposa de Miguel Hernández, Josefina Manresa.
La fundación que lleva el nombre del poeta se creó el 13 de julio de 1994, para preservar y difundir el patrimonio y memoria del poeta. La conformaron Lucía Izquierdo, nuera del poeta y seis personas (5 patronos y el director) nombradas por los Herederos del poeta,  la Generalidad Valenciana, la Diputación Provincial de Alicante, los Ayuntamientos de Alicante, Elche y Orihuela. Posteriormente, al ayuntamiento de Elche le sustituyó el Ayuntamiento de Cox, y se le sumó Caja Mediterráneo,  y las universidades de Alicante y la universidad Miguel Hernández.
En febrero de 2011, la Sala de lo Militar del Tribunal Supremo denegó la posibilidad de un recurso extraordinario de revisión de la condena solicitado por la familia, al considerar que la misma fue impuesta por motivos ideológicos o políticos y que ya quedó anulada con la ley de Memoria Histórica aprobada durante el Gobierno de J. L. Rodríguez Zapatero, que declaró este tipo de condenas como radicalmente injustas e ilegítimas.
En 2018, coincidiendo con la conmemoración de los setenta y cinco años de la muerte de poeta, se celebraron varias actividades. Entre otras la celebración en Orihuela, Alicante y Elche del IV Congreso Internacional “Miguel Hernández, poeta del mundo” los días 15, 16, 17 y 18 de noviembre. El segundo eje temático del congreso aborda la obra de Miguel Hernández en otros idiomas. Así como una exposición para dar a conocer la experiencia vivida por el poeta en la cárcel de Alicante.
En junio de 2019, a solicitud del hijo de Antonio Luis Baena Tocón, que se basaba en la Ley de Protección de Datos y el denominado derecho al olvido digital, la Universidad de Alicante borró de sus archivos digitales las referencias que el profesor Juan A. Ríos Carratalá había incluido en algunos de sus estudios referidos a la actuación de Baena Tocón como secretario judicial en los juicios contra el poeta. Rápidamente se generó un efecto Streisand, convirtiendo el nombre de Baena Tocón en trending topic. Un mes después, la Universidad de Alicante anunció su decisión de restaurar los artículos académicos al considerar de interés público el papel de Baena Tocón.

### El legado hernandiano en la provincia de Jaén
El legado de Miguel Hernández llegó a la provincia de Jaén después de que, tras unas intensas negociaciones de parte de los herederos del poeta con el Ayuntamiento de Elche (Alicante), este, por cuestiones ideológicas, decidiera finalmente rechazar la custodia y puesta en valor del legado. En 2012, tras la negativa del mencionado ayuntamiento y la orden del súbito desalojo de todos los documentos del archivo municipal de Elche, la Diputación Provincial de Jaén estaba en contacto con los herederos ofreciendo la posibilidad de acordar la custodia y puesta en valor y posteriormente ofrecer la propuesta de adquisición del legado del poeta de Orihuela. Pronto las negociaciones dieron sus frutos, llegando el legado en agosto de ese año al Instituto de Estudios Giennenses y comenzando los trabajos de catalogación, digitalización, difusión y conservación.
Ese mismo año, 2012, se aprueba por unanimidad en Pleno de la Diputación Provincial de Jaén la propuesta de Himno Oficial de la provincia, que recoge como letra el poema Aceituneros, también conocido como Andaluces de Jaén, de Miguel Hernández, muchas veces musicalizado por artistas como Paco Ibáñez, Carmen Linares, Juan Valderrama o Raphael, aunque la música oficial es del compositor Santiago José Báez Cervantes, siendo presentado oficialmente el día 27 de noviembre de 2012, interpretado por Carmen Linares.
El legado, conformado por más de 5600 registros, está custodiado en el Instituto de Estudios Giennenses (IEG), organismo autónomo de la Diputación Provincial de Jaén, donde se realizó una minuciosa labor de conservación, digitalización, difusión y puesta en valor del legado. Esto dio como resultado un enorme catálogo de libre acceso a través de la web de la Diputación de Jaén, que tiene como objetivo poner a disposición de los investigadores toda la documentación, obras literarias, fotografías y demás archivos del legado para su estudio.
Mientras tanto, en la planta baja del Museo Zabaleta de Quesada (Jaén), se construía el Museo Miguel Hernández/Josefina Manresa, que abriría sus puertas en marzo de 2015 para acoger una exposición permanente del legado del poeta en la localidad que vio nacer a su esposa, Josefina. Dicho museo se constituye como un espacio para conocer y profundizar en la vida y obra del poeta oriolano, desde su infancia como cabrero hasta su muerte en prisión, destacando también su alcance como poeta universal.
Aparte de la creación y puesta en marcha del museo, la Diputación Provincial de Jaén junto al Instituto Cervantes, quienes firmaron acuerdo de colaboración para con el legado hernandiano en 2017, prorrogándose por cuatro años más en 2021, y en cooperación con diversas instituciones públicas, llevaron a cabo una magna exposición itinerante sobre el autor y su legado, en conmemoración del 75 aniversario de la muerte del poeta, que se exhibió por primera vez en el Centro Cultural Baños Árabes de Jaén de 4 de diciembre de 2017 a 4 de marzo de 2018, y que se tituló Miguel Hernández. A plena luz. Esta exposición, compuesta por medio centenar de originales procedentes del legado, incluyendo manuscritos, primeras ediciones, cartas y fotografías entre otros, tendría un largo recorrido, pasando por doce ciudades de tres continentes distintos, y extendiéndose hasta las postrimerías del año 2021.
Al mismo tiempo, y a propósito de la citada exposición, el Centro Cultural Baños Árabes de Jaén dedicó uno de sus espacios al autor, llamado precisamente Sala Miguel Hernández, con objeto de “difundir la memoria y obra del poeta”. La sala, el Museo Miguel Hernández de Quesada y la propia Fundación Legado Miguel Hernández, conforman una triada ineludible en la provincia de Jaén para conocer más a fondo al poeta oriolano y su legado personal y literario.
La Fundación Legado Miguel Hernández fue creada en 2018 para reforzar la importante labor de divulgación y difusión del legado del poeta que la Diputación Provincial de Jaén venía realizando desde de 2012. Esta fundación dirige sus funciones a la preservación y a la difusión de la obra poética y literaria del autor oriolano, así como al desarrollo de las investigaciones sobre su vida, obras, y entorno social y cultural, promocionando también actividades educativas y culturales en torno al mismo. La sede de la Fundación Legado Miguel Hernández se halla en el Antiguo Hospital San Juan de Dios de Jaén.
De entre los proyectos desarrollados desde la Fundación Legado Miguel Hernández, destaca el de Llamo a los poetas, ideado y organizado por el educador, creativo y editor Pedro Molino Jiménez. A través del mismo, se pretende generar, en un sala del Museo Miguel Hernández/Josefina Manresa de Quesada, un Fondo Bibliopoético de poesía contemporánea en castellano, catalán, gallego y euskera, que llegue a convertirse en un referente como biblioteca de poesía, rindiendo a su vez homenaje a Miguel Hernández y su obra. El proyecto fue apadrinado simbólicamente por el cantautor Paco Ibáñez, iniciándose el día 1 de abril de 2023 con las primeras donaciones de parte de un nutrido grupo de poetas. Es, en definitiva, un proyecto a largo plazo que está abierto a toda persona que quiera acercarse a engrosar dicho fondo o, sencillamente, a disfrutar del espacio.

## Obra literaria

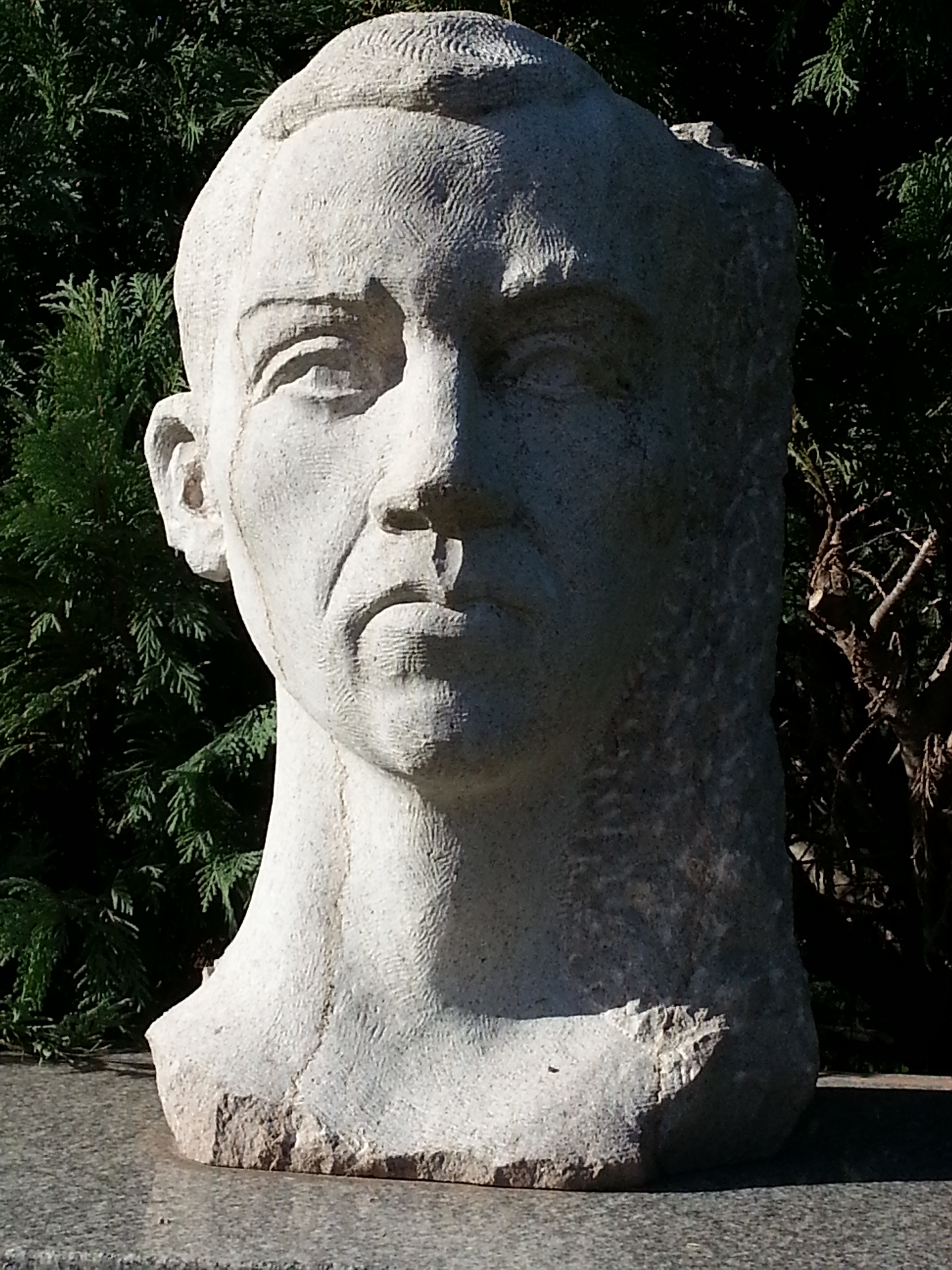
Busto de Miguel Hernández en el Paseo de los Poetas, El Rosedal, Buenos Aires.

### Poesía
- Perito en lunas, Murcia, La Verdad, 1933 (Prólogo de Ramón Sijé).
- El rayo que no cesa, Madrid, Héroe, 1936.
- Viento del pueblo, Valencia, Socorro Rojo Internacional, 1937 (Prólogo de Tomás Navarro Tomás).
- Cancionero y romancero de ausencias (1938-1941), Buenos Aires, Lautaro, 1958 (Prólogo de Elvio Romero).
- El hombre acecha (1937-1938), Diputación de Santander, Cantabria, 1981. Primera edición secuestrada en imprenta en 1939 y nunca publicada.

### Teatro
- Quien te ha visto y quien te ve y sombra de lo que eras, 1933.
- El torero más valiente, 1934.
- Los hijos de la piedra, 1935.
- El labrador de más aire, Madrid - Valencia, Nuestro Pueblo, 1937.
- Teatro en la guerra, 1937.

### Antologías
- Seis poemas inéditos y nueve más, Alicante, Col. Ifach, 1951.
- Obra escogida, Madrid, Aguilar, 1952 (incluye poemas inéditos).
- Antología, Buenos Aires, Losada, 1960 (selec. y prólogo de María de Gracia Ifach. Incluye poemas inéditos).
- Obras completas, Buenos Aires, Losada, 1960 (ordenada por E. Romero. Prólogo de Mª de Gracia Ifach).
- Obra poética completa, Madrid, Zero, 1979 (introducción, estudio y notas de Leopoldo de Luis y Jorge Urrutia).
- 24 sonetos inéditos, Alicante, Instituto de estudios Juan Gil-Albert, 1986 (edición de José Carlos Rovira).
- Antología poética, ed. crítica de Agustín Sánchez Vidal, Barcelona, Vicens-Vives, 1993.
- Antología poética, ed. crítica de José Luis Ferris, Madrid, Espasa-Calpe, 2000.
- Antología poética comentada, ed. de Francisco Esteve y Jesucristo Riquelme, Madrid, Ediciones de la Torre, 2002.
- Obra completa de Miguel Hernández. 2 vols., S.L.U. Espasa Libros, Madrid, 2010.
- Miguel Hernandez y los mandones de la muerte. Madrid, Unión de Bibliófilos Taurinos, 2014. José María Balcells Domenech (edit. lit., reunión de su producción poética taurina, incluye inéditos).
- La obra completa de Miguel Hernández, ed. crítica de Jesucristo Riquelme, Madrid: Edaf, 2017 (con numerosas correcciones e inéditos).
- Me llamo barro aunque Miguel me llame: Poesía completa (edición, introducción y notas de Agustín Sánchez Vidal, 2.ª ed.). Colombia: Ediciones Letra Dorada, 2023.
- Todo era azul. Poemas escogidos, Orihuela, Auralaria Ediciones, 2023.

### Epistolario
- Epistolario general de Miguel Hernández, edición de Jesucristo Riquelme Pomares y C. R. Talamás, Madrid, Edaf, 2019, 1152 p.

### Nota sobre los derechos de autor
En España, las obras de Miguel Hernández han pasado a ser de dominio público y por tanto a estar libre de derechos desde el inicio de 2023.

## Menciones y condecoraciones
- Hijo predilecto de la provincia de Alicante.[57]
- Hijo adoptivo de la ciudad de Murcia.[58]
- Hijo adoptivo de la provincia de Jaén.[59]
- El asteroide (6138) Miguelhernandez descubierto en 1991 fue nombrado así en su memoria.[60]

## Poemas musicalizados
- Homenaje flamenco a Miguel Hernández por Enrique Morente, Hispavox, 1971.[61]
- Miguel Hernández por Joan Manuel Serrat, Zafiro/Novola, 1972.
- Homenaje a Miguel Hernández por Adolfo Celdrán, Movieplay-Fonomusic, 1976.[62]
- Está despuntando el alba. Homenaje a Miguel Hernández. Los Juglares (Angeles Ruibal y Sergio Aschero). Ariola 1976.
- Elegía incluida en el álbum de 1976 Libertad sin Ira del grupo andaluz Jarcha.
- Hijo de la luz y de la sombra, por Joan Manuel Serrat, Sony Music, 2010.[63]
- Hoy converso con Miguel, Nach. Canción homenaje al centenario del nacimiento del poeta.[64]
- Vientos del Pueblo por Ebri Knight, Maldito Records, 2018.
- “Nanas de la cebolla” musicalizado por Alberto Cortez en 1972
- El rayo que no cesa por Konsumo Respeto,  Beatclap, 2011.

## En la ficción
En 2002 se estrenó en La 1 de RTVE la miniserie biográfica Viento del pueblo. Miguel Hernández, dirigida por José Ramón Larraz y protagonizada por Liberto Rabal, en el papel de Hernández, y Silvia Abascal, como Josefina Manresa.